# Leadville North
Leadville North és una concentració de població designada pel cens dels Estats Units a l'estat de Colorado. Segons el cens del 2000 tenia 1.942 habitants.

## Demografia
Segons el cens del 2000, Leadville North tenia 1.942 habitants, 711 habitatges, i 521 famílies. La densitat de població era de 292,9 habitants per km².
Dels 711 habitatges en un 39,7% hi vivien nens de menys de 18 anys, en un 59,1% hi vivien parelles casades, en un 9,3% dones solteres, i en un 26,6% no eren unitats familiars. En el 18,3% dels habitatges hi vivien persones soles el 4,1% de les quals corresponia a persones de 65 anys o més que vivien soles. El nombre mitjà de persones vivint en cada habitatge era de 2,73 i el nombre mitjà de persones que vivien en cada família era de 3,09.
Per edats la població es repartia de la següent manera: un 28,8% tenia menys de 18 anys, un 11,4% entre 18 i 24, un 32,5% entre 25 i 44, un 21,7% de 45 a 60 i un 5,6% 65 anys o més.
L'edat mediana era de 30 anys. Per cada 100 dones de 18 o més anys hi havia 114,6 homes.
La renda mediana per habitatge era de 40.027 $ i la renda mediana per família de 42.258 $. Els homes tenien una renda mediana de 32.424 $ mentre que les dones 24.615 $. La renda per capita de la població era de 19.847 $. Entorn del 6,4% de les famílies i el 9,4% de la població estaven per davall del llindar de pobresa.

## Poblacions més properes
El següent diagrama mostra les poblacions més properes.